# الوكالة السويدية للتعاون الإنمائي الدولي
فإن الوكالة السويدية للتعاون الإنمائي الدولي ( سيدا ) هي وكالة حكومية تابعة وزارة الخارجية السويدية. هو المسؤول عن تنظيم الأكبر من السويد المساعدة الإنمائية الرسمية إلى البلدان النامية.
سيدا هو أيضا علم من مبادئ يوغياكارتا في عمل العامل من أجل حقوق المثليين و الحكومة السويدية المكلفة من «خطة العمل سيدا على الميل الجنسي والهوية الجنسانية في مجال التعاون الإنمائي الدولي 2007-2009». وتقييم 2007-2009 خطة العمل يوضح أهمية العمل في كثير من البلدان النوع من القضايا ، بما في ذلك الحوار مع المجتمع المدني ، والجهات المانحة الأخرى الحكومات ؛ إدراجها في الاستراتيجيات القطرية ؛ المبادرات البرنامجية. وكذلك مباشرة بتمويل عدد من المثليين المجموعات سيدا المقر بنشاط النوع من القضايا في التواصل مع الجهات المانحة الأخرى وأصحاب المصلحة الدوليين ، من خلال إعطاء الإذاعة و التلفزيون مقابلات كتابة مقال في صحيفة المشاركة في تنظيم حلقات دراسية في المهرجانات فخر و تغلب العالم ، بما في ذلك حقوق المثليين في المعتمد حديثا السياسات.